# تورنوو، مقدونیه شمالی
تورنوو، جمهوری مقدونیه (به لاتین: Turnovo, Republic of Macedonia) یک منطقهٔ مسکونی در جمهوری مقدونیه است.

## خصوصیات
تورنوو ۹۴۱ نفر جمعیت دارد و ۱۹۹ متر بالاتر از سطح دریا واقع شده‌است.